# 1923年3月3日月食
1923年3月3日月食为一次在协调世界时1923年3月3日出現的月偏食。該次月食半影食分為1.371、全影食分為0.376。偏食維持了64分。

## 概述
這次月食的食分是10.85，偏食維持了64分。

## 基本參數
- 類型：月偏食
- 食甚資料：
  - 日期：1923年3月3日
  - 時間：3:32
  - 月球位置：赤經10.85度、赤緯6.4度
  - 食分：半影食分：1.371、全影食分：0.376
  - 持續時間：偏食64分

## 外部連結
- NASA月食專頁（页面存档备份，存于）（英文）